# つるりん君
『つるりん君』（つるりんくん）は、1989年にコナミよりリリースされたMSX2用ゲーム。

## 概要
1989年にコナミより発売されたMSX用ゲーム集『コナミゲームコレクション番外編』の「一発ゲーム」のコーナーに『はいぱーそーめん』とともに収録。『コナミゲームコレクション』シリーズのうち、本作が収録された『番外編』のみがMSX2以降対応となっている。他の『コナミゲームコレクション』シリーズと同じくSCC音源対応ソフトであり、『スナッチャー』のカートリッジを挿したままプレイすると音源が豪華になる。

## ゲーム内容
プレイヤーはつるりん君となり、和尚さんがお経を読んでいる隙を狙って供え物のお饅頭（アーケード版では煉団子）を盗み食いする。MSX版では12個のお饅頭を全て食べ切ると満腹となって1面クリア。アーケード版では6個の煉団子を全て食べ切るとゲームクリアとなって景品入りカプセルが出てくる。
お饅頭を食べている所を和尚さんに見つかると桴で叩かれて喝を食らいミスとなる。3回喝を食らうと「おろかもの」と言われてつるりんくんが目を回してゲームオーバー。

## アーケード版
1990年には『つるりんくん』のタイトルでプライズゲームとしてアーケードに移植された。
主にショッピングセンター（SC）などの空きスペースに設置するためにコナミが開発した、省スペース型の景品払い出し型プライズマシン「コナミ　ミニ・エンターテイメントシステム」の第一弾である。コナミの用語では「小型SCプライズマシン」と位置付けられる。
MSX版との違いとして、一部グラフィックに変化が加わっており、デモ画面を始めとして、ゲーム中でも仏像が開眼するなどの細かいアニメーションが入っている。時間制限があり、時間内に煉団子を全部食べ切らないとタイムオーバーとなって和尚さんが読経を終えてつるりん君が連行されてしまう。楽曲はMSX版と同一のものが使用されており、SCC音源で再生されている。
アーケード版の『つるりんくん』の景品交換については、あくまで「テレビゲーム感覚」のモニター付きのプライズマシンであるため、ビデオゲームとしては扱われず、クレーンゲームなどと同じ「エレメカ」に該当する。
10円硬貨と100円硬貨に対応した、2ウェイ筐体である。1プレイ30円以下、景品の限度額が90円以下なら風俗営業法の適用外となるため、30円で1プレイ、100円で4プレイと言う設定が多い。アーケード版『つるりんくん』の発売とほぼ同時期に風俗営業法におけるプライズゲームの景品の限度額が引き上げられ、それが『ニューUFOキャッチャー』（1991年、セガ）などの登場とも相まって高額商品を提供するプライズゲームのブームにつながったというアミューズメント業界の歴史があるが、「コナミ　ミニ・エンターテイメントシステム」の提供するゲーム内容はそのような客層を対象とはしておらず、あまり影響は受けなかった。
その後の「ミニエンターテイメントシステム」は、第2弾『コケッコ』、第3弾『ウーヤーター』が1990年に発売。翌年1991年発売の第4弾『つりっ子ペン太』では景品の提供を取りやめ、メダルゲームとなったが、同年発売の第5弾『スライムくん』では再びプライズ払出機構を搭載した。
同じく1991年発売の第6弾『マリオルーレット』は任天堂『スーパーマリオワールド』の世界観や音楽を使用したものである。『つりっ子ペン太』や1992年発売の第7弾『いもほりペン太』に登場するペン太も、もともとはMSX『けっきょく南極大冒険』（1983年）に登場したキャラクターであるが、こちらは原作との直接的な関連性は薄い。
景品の払い戻し確率は4段階まで変更することができる（=確率機）。

## 参照
1. ↑  過去の名作ゲームがてんこ盛り！ コナミのMSXゲーム伝説8：MSX30周年 - 週アスPLUS